# 日本電視劇
日本劇集（日语：日本ドラマ），簡稱日劇（ドラマ），是指日本製作及播出的劇集，包括电视剧（テレビドラマ）、網絡劇（webドラマ），也可以包括其他形式发行的剧集，比如录像带、DVD首次发行的剧集等。
日剧故事题材內容多樣，不少著重於描述特定職業的職場生態，或以一般大眾日常生活場景為主軸，或以漫畫改編故事，甚至大胆揭露社會黑暗面。

## 概要
第一部日劇為NHK電視台1940年試驗播放的《晚飯前》。這次試驗播放取得了很好的迴響。NHK已經計劃好製作第二套電視劇進行試驗播放。但是不久後，太平洋戰爭爆發，計劃被迫擱置。直到戰後的1950年代，日本才正式開始播放電視劇，亦随着黑白电视机的普及而兴起。直到1969年1月，大河劇《天與地》才為彩色播出的節目。
由於日本製作電視劇是邊拍邊播，每天同一時段有不同的電視劇播出，而且每週播出一集，以一季（三個月）為一個週期，故大部分的日劇的集數比較少，在11或12集左右，此習慣從1980年代開始。不過還是有一些集數比較長的日劇，如NHK的大河劇與晨間劇，預算成本比較高，製作上也較為細緻與嚴謹。還有較特殊的劇種為特攝，其性質介於電視劇與動畫之間。
自從1991年《東京愛情故事》、1993年《一個屋簷下》等劇陸續在日本以及香港、台灣等鄰近地區播出後，不但在日本國內引發迴響，在其他得以收看日劇的地區也開始產生顯著的影響力。隨著日本流行文化的逐漸盛行，之後數年播出的一些著名劇集，亦曾在各地獲得相當高的收視率，並成為哈日族的主要話題，與日語學習者的主要參考對象，許多情節也被其他電影或電視劇仿傚。
不過2001年之後，由於韓國電視劇隨著韓國流行文化向海外擴張而興起，劇集採購成本亦較為便宜，因此許多中国大陆、香港和臺灣的電視台轉而採購韓劇，並在黃金時段播出，使得原本長期居於收視較前地位的日劇備受威脅。儘管如此，仍有不少日劇依舊受到相當程度的注目，如2003年的《白色巨塔》、2009年的《仁醫》、2013年的《半澤直樹》等。
在臺灣，定期播出日劇的電視台有緯來日本台、國興衛視與Z頻道；在香港，各電視台旗下各頻道都會不定期播放日劇，包括無綫電視、有線電視和Now寬頻電視；在马来西亚，播出日劇的電視台主要為 8TV 八度空间、Astro；而在中国大陆，由于政策原因，日剧同美剧等境外影视作品一样已很少在官办的电视台上播出，更多的是在网络上以正版或盗版的方式流传。
日劇的海外銷售呈下跌趨勢。2021年度日劇出口總額為36.1億日圓，僅佔所有日本電視節目出口總額的5.5%。主因包括製作預算不及競爭者美劇、韓劇，以及集數過少。

## 製作體系
日本電視劇與韓國電視劇、臺灣電視劇的製作體系相同，也是邊拍邊播，但在正式公開播出前會先拍好2、3集存檔，故在劇情上也較為穩定，同時也甚少因為觀眾的意見而隨意更動劇本，與演員經常因為趕拍戲劇而常發生意外事故或有健康風險的臺、韓相比，日本演員這方面的風險就少了很多，但也因為這種製作模式，日本電視劇的收視率波動率也較臺、韓電視劇要來的大。
不過製作單位都會保有「最終決定權」來進行劇情修改的權限。

## 拍攝場景

### 日本取景
絕大多數位於東京、大阪等大城市。以下為少數特有的多數場景在少有行政區：
- 北海道：
- 青森縣：
- 鹿兒島縣：
- 沖繩縣：

### 海外取景
亞洲
- 臺灣：華麗一族（2007版；臺北市）、台灣歌姬·鄧麗君（特別版；臺北市）、四重奏（臺北市萬華區）、新娘暖簾（台北市）、GTO TAIWAN（特別版；臺北市、桃園市）、惡貨（臺北市）、死之臓器（臺北市萬華區西門町）、孤獨的美食家 Season5（宜蘭縣、臺北市）、乞愛者（嘉義市、阿里山鄉）
- 中国大陆：流转的王妃·最后的皇弟（特別版；故宫）、手機刑警錢形舞（天安門）、華麗一族（2007版；上海市）、蒼穹之昴（橫店影視城）、OL生存戰、坂上之雲（內蒙古、上海影視樂園、北京飛騰影視基地）、月之戀人（上海市）、紅十字女護士（遼寧省、吉林省、黑龙江省）、LEADERS（特別版；上海市）
- 香港：Friends（特別版）、大胃王神探－香港猴腮雷篇（特別版）、台灣歌姬·鄧麗君（特別版）、金田一少年之事件簿 香港九龍財寶殺人事件（特別版）、相棒Eleven、死亡筆記本 NEW GENERATION（網路劇）、愛在香港、致命之吻
- 澳門：
- 蒙古國：熟女真命苦日本电视剧
- 韓國：Friends（特別版）、愛美大作戰－去韓國找男人篇（特別版）、Fighting Girl、東京灣景（首爾）、輪舞曲（首爾、安眠島）、情定大飯店（首爾）、淺草福丸旅館2 （濟州島）、最遙遠的銀河（特別版；首爾）、精靈守護者、對不起，我愛你 （首爾）
- 馬來西亞：金田一少年之事件簿 獄門塾殺人事件（特別版）
- 新加坡：第二處女
- 泰國：HOME DRAMA！、台灣歌姬·鄧麗君（特別版）、謊言戰爭（曼谷）
- 緬甸：HOME DRAMA！

歐洲
- 俄羅斯：坂上之雲（聖彼得堡）
- 拉脫維亞：坂上之雲
- 英國：悠長假期（倫敦）、不愉快的基因（倫敦）、坂上之雲（倫敦、朴次茅斯）、阿政（格拉斯哥）
- 法國：網路情人、美女或野獸、別開玩笑！、交響情人夢·巴黎篇（特別版；巴黎）、三角效應（巴黎）、坂上之雲、玻璃之家（布列塔尼）、小希（巴黎）、天皇的御廚（巴黎）、	山田孝之的坎城影展（坎城）、西村京太郎懸疑劇場 十津川警部系列 伊豆海岸殺人根源（巴黎）
- 德國：Second Love（易北河）、愛吃拉麵的小泉同學2016年末SP（法蘭克福）
- 波蘭：白色巨塔（2003版）
- 義大利：料理新人王（羅馬）、愛情革命
- 西班牙：派遣女王
- 馬爾他：坂上之雲

美洲
- 美國：百年物語、櫻花（夏威夷）、離婚女律師（特別版；紐約）、大和拜金女（紐約）、Attention Please特別篇（特別版；夏威夷）、考試之神（波士頓）、求婚大作戰（特別版；夏威夷）、被迫歸來的33分偵探（芝加哥）、坂上之雲（紐約、尼亚加拉瀑布、聖地亞哥灣）、外交官 黑田康作（洛杉磯）、都市傳說之女（紐約）、ATARU特別篇〜從紐約來的挑戰書!!〜（紐約）、RICH MAN, POOR WOMAN in 紐約（特別版；紐約）、空中刑事〜紐約殺人事件〜（特別版；紐約）
- 加拿大：花子與安妮、愛在聖誕節（黃刀鎮）

大洋洲
- 澳大利亞：在世界的中心呼喊愛情、西遊記（新南威爾士州）、Attention Please之飛向澳洲雪梨（特別版；雪梨）
- 紐西蘭：愛在聖誕節、魔法戰隊魔法連者（奧克蘭市）

## 特殊現象
- 集數短

與東亞其他地方 ( 如香港、臺灣、中國大陸和韓國 ) 相比，日本電視劇除了NHK的晨間連續劇與大河劇、東海電視台（富士系）的午間劇及朝日電視的電視劇《相棒》外，1980年以後的日本電視劇幾乎清一色集數都不長，大部分日本電視劇集數都只有9～12集左右，偶爾甚至會出現只有5～8集或少數14～20集就完結的情況。
另外特殊的電視劇特別篇，長度跟電視電影的長度差不多，一般僅有一集，有些跟比連續劇推出還來早的特別篇也有關，例如《時尚女王》、《殺人草莓夜》、《ST 警視廳科學特搜班》、《最後的晚餐〜刑事・遠野一行與七個嫌疑人〜》，依應節日的特別篇，例如《NHK正月時代劇》、《東京電視台新春大型時代劇》。有些原先為集數多的連續劇，現在以幾乎每年播出特別篇的方式推出新作品，例如《世界奇妙物語》、《毛骨悚然撞鬼經驗》、《冷暖人間》、《必殺仕事人》。有些有兩集以上的，例如《我家的歷史》、《東方快車謀殺案》、《永遠的0》。
- 主演和助演

過去日本電視劇都是一男一女的雙主演，其余演員均為助演，但目前的日本電視劇通常只有一個演員出任主演，最多有兩個，也可以稱為第一主演，其餘的均一律為助演，包括被外國人視為的第二主演。有兩個演員出任第一主演，則稱為「W主演」（W的发音接近Double，日文假名发音一样），基本上兩個第一主演的日本電視劇只是佔少數。
也正因為「只有一個主演」這種大多數情況，在日本很多時候最佳男女助演獎項的評選競爭也會比最佳男女主演來得激烈，其獎項價值也不比最佳男女主演低。
- 社會風氣

一些起源於日本的社會風氣經常被拍攝成為電視劇，包括辣妹、御宅族、草食男、肉食女、怪獸家長等等。
- 拍攝地

除了晨間連續劇和大河劇以外，日本電視劇的主要拍攝地場景還是在東京或橫濱等首都圈地區；其次才是日本的其他各縣市，有些日劇偶爾也有前往國外拍攝的橋段。
- 傑尼斯偶像肖像權

一般電視劇通常在官方網站或是文宣上都會將演員的頭像放在所飾演的角色介紹旁邊，但日本的傑尼斯事務所對旗下藝人的肖像權向來把關較為嚴格，因而過去日本電視劇只要介紹演員角色時，只要是傑尼斯旗下藝人的頭像通常是不放出來的或是直接拿原作圖像來代替的現象。但近年傑尼斯對肖像應用於電視劇角色介紹已有所放寬，傑尼斯旗下藝人的頭像可以用於角色介紹。以空中急診英雄系列為例，於2008及2010年播放之第一及第二季，官方網站人物關系圖以剪影代替飾演主角藍澤耕作之山下智久頭像；但於2017年播放之第三季中，官網已可使用山下智久之頭像於人物關系圖。
- 不隨意更改劇本或增加集數

與常因觀眾意見而隨意更改劇本或增加集數的台韓電視劇相較，日本電視劇很少做這樣的變動，除了不得已才做修改（例如遇到電視尺度、遭投訴有嚴重問題，可能在後面集數稍作剪輯），但如果收視不振，仍會將電視劇腰斬。
- 外國影星的演出

有部分的日劇會有外國影星的加入演出，包括翁倩玉、林志玲、陳慧琳、王菲、柳時元、崔智友、徐若瑄、元斌、金泰希等等。
- 與電影近期推出

有部分的日劇與電影近期推出，甚至會跟近期上映的電影有關，包括《詐欺遊戲》番外篇、《MW 第0章 〜惡魔的遊戲〜》、《鬼壓床了沒 特別版 〜完美的門房》、《黑百合住宅區～序章～》、《大奧 ～誕生【有功·家光篇】》、《近距離戀愛～Season Zero～》、《進擊的巨人》、《信長協奏曲》。
- 原創性

近年原創作品較少，改編自小說或漫畫之作品較多；改編書籍之電視劇與被改編的原作之初版日期時間縮短。

## 播出時段
依目前情況，如果可能會隨時間變更。以下是2021年10月期播放的日劇時段介紹：
| 制作局 |     | （NNN・NNS）     | （ANN）             | （JNN）       | （TXN）         | （FNN・FNS）    |
| ------ | --- | ---------------- | ------------------- | ------------- | --------------- | --------------- |
| 在京   | NHK | 日本電視台(5)    | 朝日電視台(6)       | TBS電視台(7)  | 東京電視台(8)   | 富士電視台(9)   |
| 在阪   |     | 讀賣電視台（10） | 朝日放送電視台（6） | 毎日放送（4） | 大阪電視台(8)   | 關西電視台(9)   |
| 在名   |     | 中京電視台 (4)   | 名古屋電視台 (6)    | CBC電視台 (5) | 愛知電視台 (10) | 東海電視台（1） |

|                                  | 週一              | 週二                    | 週三         | 週四        | 週五           | 週六              | 週日                                 |
| -------------------------------- | ----------------- | ----------------------- | ------------ | ----------- | -------------- | ----------------- | ------------------------------------ |
| 早上                             | 晨間劇            | 晨間劇                  | 晨間劇       | 晨間劇      | 晨間劇         | 晨間劇            |                                      |
| 晚上                             |                   |                         |              |             |                |                   |                                      |
| 8点                              |                   |                         |              |             | 電視劇8        |                   | 大河劇                               |
|                                  |                   |                         |              |             | 電視劇8        |                   | 大河劇                               |
| 9点                              | 月9               | 火9                     | 週三刑事劇   | 週四電視劇  |                | 週六電視劇（NHK） | 週日劇場                             |
|                                  | 月9               | 火9                     | 週三刑事劇   | 週四電視劇  |                | 週六電視劇（NHK） | 週日劇場                             |
| 10点                             | 月10              | 週二電視劇              | [ C ] [ D ]  | 週四電視劇  | 週五電視劇     | 週六電視劇        | 朝日放送電視台制作週日晚間十點電視劇 |
|                                  | 月10              | 週二電視劇              | [ C ] [ D ]  | 週四電視劇  | 週五電視劇     | 週六電視劇        | 週日電視劇                           |
| 11点                             | Drama premiere 23 | 關西電視台週二電視劇★11 |              |             | 週五晚間連續劇 | 週六晚間電視劇    |                                      |
|                                  | Drama premiere 23 |                         |              | [ E ] [ F ] | 週五晚間連續劇 |                   |                                      |
| 12点                             |                   |                         | Drama holic  | EDGE        | 電視劇24       |                   |                                      |
|                                  |                   |                         | Drama Paravi | EDGE        | [ H ] [ I ]    |                   |                                      |
| 1点                              | Shindora          |                         | 週三劇25     |             |                |                   |                                      |
| 以下是在阪局、在名局制作的电视剧 |                   |                         |              |             |                |                   |                                      |
|                                  |                   |                         |              |             |                | 六劇              | 電視劇L                              |
| 12点                             |                   |                         |              | 四劇F       |                | 六劇              | 電視劇+                              |
|                                  |                   |                         |              | 四劇F       |                |                   |                                      |
| 1点                              |                   |                         | [ K ] [ L ]  |             | 電視劇特區     |                   |                                      |

同時段競爭的電視劇：
1. ↑  NHK：夜劇（放送時間為10:45-11:15分）
2. ↑  NHK：電視劇10
3. ↑  日本電視台：週三電視劇
4. ↑  富士電視台：水10
5. ↑  朝日電視台：週六好劇
6. ↑  東京電視台：サタドラ
7. ↑  東京電視台：周四劇24
8. ↑  東京電視台：電視劇25
9. ↑  日本電視台：週五電視劇DEEP
10. ↑  日本電視台：日本電視台週三深夜電視劇
11. ↑  毎日放送：Dramaism
12. ↑  TBS電視台：Drama Stream

注釋：
1. ↑  週六為重播一週內容
2. ↑  由朝日放送電視台制作
3. ↑  部份劇集由讀賣電視台制作
4. ↑  關西電視台週一十點連續劇除外，播放時間以制作局為准

- 為8:00~12:00（日本時間）的時段，NHK目前以最受好評的晨間小說連續劇，題材多為家庭劇，另外也有設定為近代背景，放在早晨時段，每集約15分鐘，大多為150集左右。日7為朝日電視台的特攝劇為超級戰隊系列和假面騎士系列。
- 中午時段，12:00~14:00的時段，以東海電視台及朝日電視台午間劇，題材多為家庭劇，同樣地，另外也有設定為近代背景，每集約30分鐘，大多為60集左右。
- 晚上時段，20:00~23:00的時段，因為比其他時段觀看的人數來的多，故又稱作黃金時段，每集約50分鐘，大多為13集內。但NHK大河劇以一劇唯一整年撥出，每集約50分鐘，為50集左右。
- 深夜時段，通常24:00（即隔天0:00）之後的劇集都歸類於此，每集約30分鐘、15分鐘，甚至有5分鐘，同樣地，大多為13集內。這段時間的節目在日本國外播出的分級相對就比較不適合闔家觀賞。
- 同一時段的電視劇各電視台不一定會在同一時間點播出，例如：朝日電視台週四晚間八點推理連續劇（木8，20:00）、朝日電視台週四晚間九點連續劇（木9，21:00）、富士電視台週四連續劇（木10，22:00）、週四時代劇（木10，22:00），相對不會搶收視率。
- 與其他東亞國家劇集不同的是，收視率的不同時段皆有一定的門檻，也視依前幾檔劇集收視率的幅降多寡，午間劇時段4%以上，晚上時段10%以上，深夜劇2%以上，可以決定由收視率來是否廢除此時段，例如：讀賣電視台週四連續劇收視不濟而廢除，另外，四大電視網（或電視台）不常安排同一時段、同一時間作收視競爭，因此收視率若不是因大眾的喜好，大部分不受他台影響，但是可能會受到他台的非戲劇節目（例如：棒球比賽）影響。